# تراسیانکا

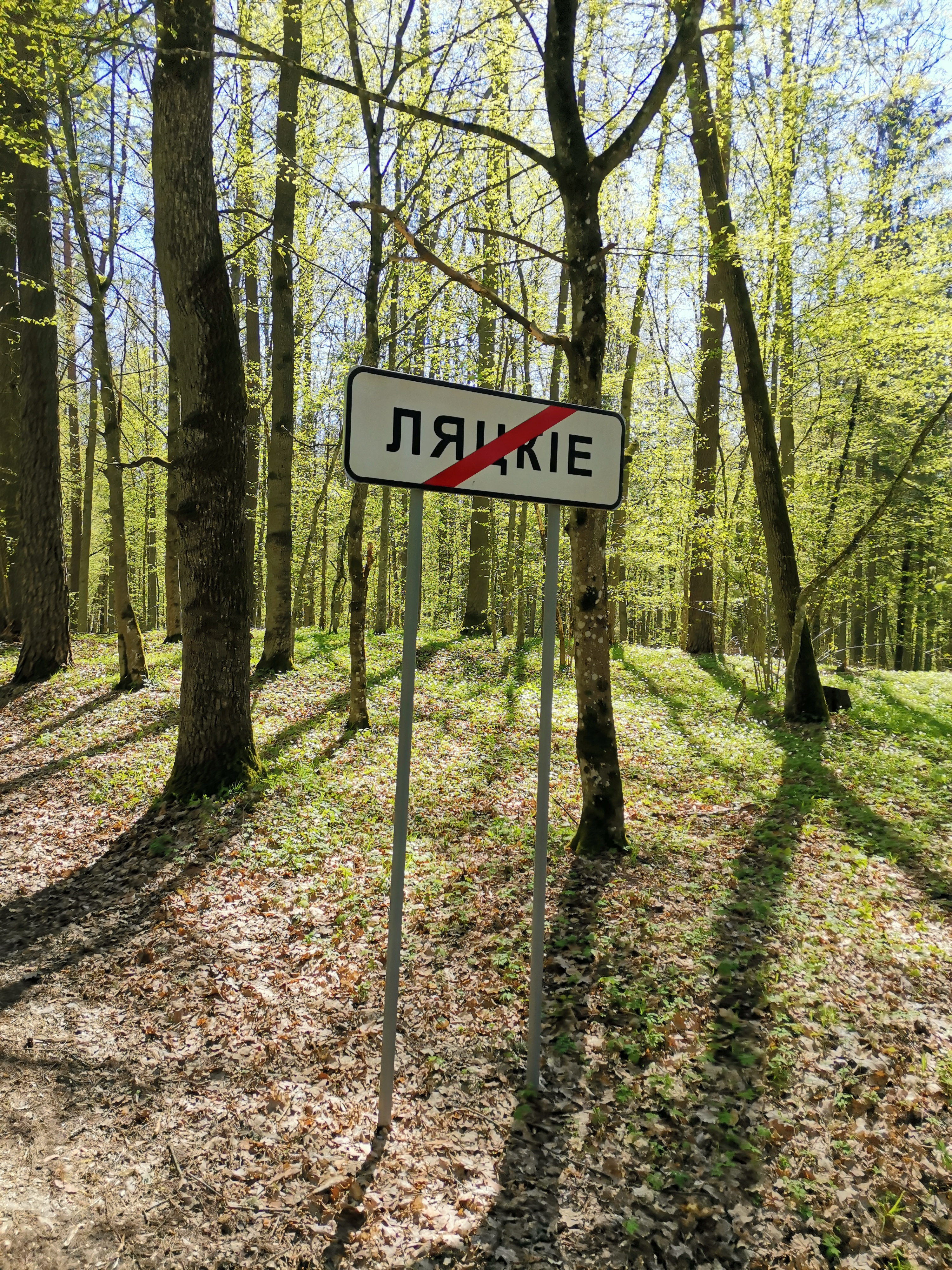
روستای لاتسکی در ناحیه کامیانتس در منطقه برست بلاروس

تراسیانکا (به بلاروسی: трасянка) به زبانی مختلط از عناصر و ساختارهای بلاروسی و روسی اطلاق می‌شود که در بلاروس و مناطق پیرامونی رایج است. پدیده‌ای مشابه در اوکراین به صورت ترکیبی از اوکراینی و روسی وجود دارد که سورژیک نامیده می‌شود.